# 江苏苏豪控股集团
江苏省苏豪控股集团有限公司（Jiangsu SOHO Holdings Group Co., Ltd.，简称苏豪控股），是江苏省人民政府授权江苏省人民政府国有资产监督管理委员会管理的省属国有企业。主要业务包括国内外贸易、金融投资、文化产业和健康产业等。集团拥有弘业股份（上交所：600128）和弘业期货（港交所：3678）两家上市公司。

## 歷史
苏豪控股集团旗下的子公司江苏纺织集团，在2017年參與了孫公司江苏省纺织工业（集团）进出口有限公司（苏纺集团）的破产重整。苏纺集团的債務問題是在2015年浮現。
2023年7月，江苏省国资委将省属贸易企业重组整合，江苏海外企业集团、惠隆资产、苏汇资产、江苏舜天国际集团无偿划转给苏豪控股集团持有。

## 控股公司
江苏省苏豪控股集团拥有控股子公司10家：
- 江苏苏豪国际集团股份有限公司
- 江苏省纺织集团有限公司[6]
- 爱涛文化集团有限公司
- 江苏苏豪投资集团有限公司
- 弘业期货股份有限公司
- 江苏苏豪建设集团有限公司
- 江苏天泓汽车集团有限公司
- 江苏弘业股份有限公司
- 江苏金融控股有限公司（香港）
- 江苏苏豪健康产业有限公司